# Мартиншћина
Мартиншћина је насељено место у саставу града Златара у Крапинско-загорској жупанији, Хрватска. До територијалне реорганизације у Хрватској налазила се у саставу старе општине Златар-Бистрица.

## Становништво
На попису становништва 2011. године, Мартиншћина је имала 375 становника.

## Попис1991.
На попису становништва 1991. године, насељено место Мартиншћина је имало 530 становника, следећег националног састава:
| Попис 1991.‍  | Попис 1991.‍  | Попис 1991.‍ | Попис 1991.‍ | Попис 1991.‍ |
| ------------ | ------------ | ----------- | ----------- | ----------- |
|              |              |             |             |             |
| Хрвати       | Хрвати       |             | 527         | 99,43%      |
| неопредељени | неопредељени |             | 1           | 0,18%       |
| непознато    | непознато    |             | 2           | 0,37%       |
| укупно: 530  |              |             |             |             |